# Seupa à la vapelenentse
La Seupa à la vapelenentse (pron. frp. AFI: [sœpa a la vapølønɛŋtsœ]; in francese, Soupe à la valpellinoise) è un piatto tipico della Valle d'Aosta, in particolar modo della Valpelline.

## Descrizione
Si tratta di una zuppa preparata con pane bianco raffermo, Fontina, burro e brodo preparato con il cavolo verza.
La ricetta originale prevede l'uso del pane bianco raffermo, perché in passato era molto costoso e la zuppa era un modo per non sprecarlo.
Nel comune di Valpelline l’ultimo fine settimana di luglio si tiene la Sagra della Seupa à la Vapelenentse.
Molto diffusa è la variante preparata con pane nero e foglie di verza.